# 木瓜溪橋 (台鐵)
台鐵木瓜溪橋是位於中華民國（台灣）花蓮縣木瓜溪上的一座鐵路橋樑，連接花蓮縣吉安鄉與壽豐鄉，大約1981年左右重建新橋。

## 沿革

### 日本時期
甲午戰爭後，台灣成為日本的殖民地，殖民當局的臨時臺灣鐵道隊山根武亮等人於1897年1月曾踏勘橫斷鐵路及東台灣花蓮港地方鐵路路線:94，而臺灣總督佐久間左馬太也在1907年1月率鐵道部長長谷川謹介、技師鈴木善八等人由花蓮港沿璞石閣（今玉里）至卑南（今台東）巡視勘查:7，之後由鐵道部於1910年2月1日開始建設花蓮港（今花蓮鐵道文化園區）至璞石閣（今玉里）間輕便鐵路，採用762mm軌距:30。同年12月16日，包含木瓜溪橋在內的花蓮港～鯉魚尾路段開通營運:110。
木瓜溪橋1910年2月1日開工，設計為10孔鋼鈑梁橋，每孔跨度60呎，橋長640呎（約195公尺），在外國製鋼梁尚未運達前，先架設臨時橋，以利該年12月花蓮港～鯉魚尾段營運:35。隔年（1911年）8月15日，本橋竣工:37。

### 民國時期
- 1953年6月木瓜溪橋完成增建4橋孔，全橋增為19橋孔[4]。

- 1958年木瓜溪橋曾改建1座橋墩[5]。

- 1958年7月溫妮颱風來襲，木瓜溪橋損害重大，短期不能徹底修復，以設置便橋方式供火車旅客徒步通行[6]。

- 1959年6月木瓜溪橋完成加高2.5公尺[4]。

- 1965年7月26日下午，木瓜溪橋遭哈莉颱風挾帶豪雨洪水，沖毀2座橋墩，3孔鋼梁落橋[7]。

- 1978年7月1日起，台鐵局進行東線鐵路拓寬工程，將臺東線鐵路由原來的762mm軌距拓寬為1067mm，於1982年6月27日竣工通車[8]（但舞鶴～三民間自強隧道前後路段除外），沿線多數大橋重建或改線興建河底隧道。本橋重建完工後計有22橋孔，單柱橢圓形橋墩，橋面鋪設1067mm軌距鐵軌。

- 2014年6月28日，包含木瓜溪橋在內的臺東線完成電氣化通車營運[9]。

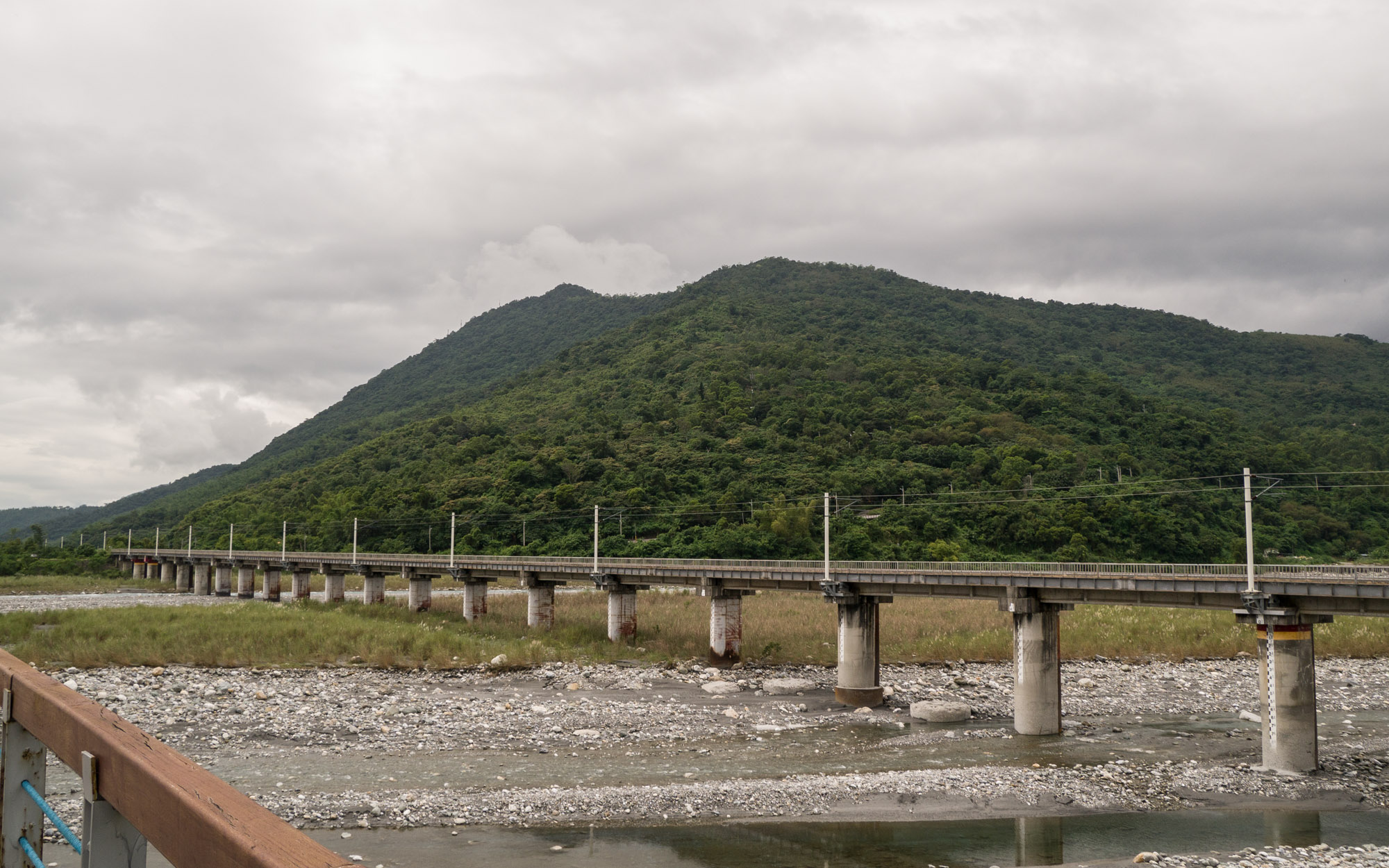
已設置電車線電桿的木瓜溪橋。